# Hans Stiebner
Hans Friedrich Wilhelm Georg Stiebner (* 19. November 1898 in Vetschau/Spreewald; † 27. März 1958 in Baden-Baden) war ein deutscher Schauspieler und Theaterregisseur.

## Leben
Der Apothekersohn besuchte 1919/20 die Schauspielschule Max Reinhardts in Berlin und debütierte 1920 am Braunschweiger Landestheater als Postmeister in Tagores Stück Das Postamt. 1925 wechselte er an die Hamburger Kammerspiele, wo er von Intendant Erich Ziegel auch als Regisseur eingesetzt wurde.
Ab 1933 war Stiebner als Schauspieler und Regisseur an Berliner Bühnen beschäftigt, besonders am Staatstheater, Schillertheater und Schlossparktheater. Stiebner stand 1944 in der Gottbegnadeten-Liste des Reichsministeriums für Volksaufklärung und Propaganda.
Nach Kriegsende wirkte er vor allem an der Komödie, am Kabarett der Komiker, am Theater am Nollendorfplatz und an der Tribüne.
Seit 1934 war er ein vielbeschäftigter Nebendarsteller beim deutschen Film. Der vollschlanke Schauspieler verkörperte unter anderem Kellner, Köche, Gesetzeshüter, Gauner und besonders oft Gastwirte. Zuletzt war er auch in Fernsehproduktionen zu sehen. Für den Südwestfunk arbeitete er als Hörspielregisseur. Er war in erster Ehe mit der Schauspielerin Maria Loja verheiratet, in zweiter Ehe mit der Schauspielerin Veronika Letz.

## Filmografie
- 1934: Ferien vom Ich
- 1934: Die Finanzen des Großherzogs
- 1934: La Paloma
- 1934: Rhapsodie. Ein musikalisches Intermezzo aus dem Leben Franz Liszts (Kurzfilm)
- 1936: Der Abenteurer von Paris
- 1936: Weiße Sklaven
- 1937: Die Fledermaus
- 1937: Land der Liebe
- 1937: Menschen ohne Vaterland
- 1937: Mit versiegelter Order
- 1937: Der Mustergatte
- 1938: Geld fällt vom Himmel
- 1938: Sergeant Berry
- 1938: Der unmögliche Herr Pitt
- 1938: Verwehte Spuren
- 1939: Alarm auf Station III
- 1939: Bel Ami
- 1939: Ein ganzer Kerl
- 1939: Der Polizeifunk meldet
- 1939: Robert und Bertram
- 1939: Wir tanzen um die Welt
- 1939: Nanette
- 1939: Männer müssen so sein
- 1939: Weltrekord im Seitensprung
- 1939: Zwielicht
- 1940: Falschmünzer
- 1940: Kleider machen Leute
- 1940: Kora Terry
- 1940: Die letzte Runde
- 1940: Die Rothschilds
- 1940: Mein Leben für Irland
- 1940/42: Der große König
- 1941: Komödianten
- 1941: Illusion
- 1941: Immer nur Du
- 1942: GPU
- 1942: Rembrandt
- 1942: Die Sache mit Styx
- 1942: So ein Früchtchen
- 1943: Das Bad auf der Tenne
- 1943: Gefährlicher Frühling
- 1943: Kollege kommt gleich
- 1943: Romanze in Moll
- 1944: Die Frau meiner Träume
- 1944: Der große Preis
- 1944: Die Hochstaplerin
- 1944: Schicksal am Strom
- 1944: Ein schöner Tag
- 1944: Die Zaubergeige
- 1944/48: Intimitäten
- 1944/49: Der große Fall
- 1944/49: Ruf an das Gewissen
- 1944/50: Verlobte Leute
- 1945: Frühlingsmelodie
- 1945: Rätsel der Nacht
- 1945: Der Mann im Sattel (UA: 2000)
- 1948: Der große Mandarin
- 1949: Träum’ nicht, Annette!
- 1949: Die Brücke
- 1950: Epilog – Das Geheimnis der Orplid
- 1950: Die Frau von gestern Nacht
- 1951: Die Frauen des Herrn S.
- 1951: Schwarze Augen
- 1951: Torreani
- 1951: Unschuld in tausend Nöten
- 1952: Der bunte Traum
- 1952: Klettermaxe
- 1952: Pension Schöller
- 1952: Der Tag vor der Hochzeit
- 1952: Türme des Schweigens
- 1952: Wenn abends die Heide träumt
- 1952: Liebe im Finanzamt
- 1952: Der Kampf der Tertia
- 1953: Ave Maria
- 1953: Regina Amstetten
- 1953: Rote Rosen, rote Lippen, roter Wein
- 1953: Das singende Hotel
- 1953: Tagebuch einer Verliebten
- 1954: Die süßesten Früchte
- 1954: Meine Schwester und ich
- 1954: Raub der Sabinerinnen
- 1954: Rittmeister Wronski
- 1954: Phantom des großen Zeltes
- 1955: Ein Mann vergißt die Liebe
- 1955: Die spanische Fliege
- 1955: Stern von Rio
- 1955: Vor Gott und den Menschen
- 1955: Die Ratten
- 1958: Dr. Crippen lebt
- 1958: Zwei Herzen im Mai

## Theater (Regie)
- 1938: Rudolf Weys/Robert Stolz: Der süßeste Schwindel der Welt – (Theater am Nollendorfplatz Berlin)
- 1958: Luigi Pirandello: Das Diplom – (Tribüne Berlin)

## Hörspiele (Auswahl)
- 1950: Fritz Aeckerle, Bert Roth: Die Saga vom Glanz und Elend des Herrn Emil Kulicke (Kulicke) – Komposition: Olaf Bienert, Regie: Erich Köhler (NWDR)
- 1955: Hugo von Hofmannsthal: Jedermann. Das Spiel vom Sterben des reichen Mannes (Dicker Vetter) – Regie: Hans Bernd Müller (SFB)
- 1958: Thierry: Pension Spreewitz (Silvester, Folge 3, Erstsendung 4. Januar 1958) (Herr Bossa) – Regie: Ivo Veit (RIAS Berlin)
- 1958: Fjodor Michailowitsch Dostojewski: Raskolnikoff (Vorlage: Schuld und Sühne) (Petrowitsch) – Regie: Curt Goetz-Pflug (SFB)